# Im Himmel und auf Erden (Ingeborg Bachmann)
Im Himmel und auf Erden ist eine kurze Erzählung von Ingeborg Bachmann, die am 29. Mai 1949 in der „Wiener Tageszeitung“ publiziert wurde.

## Inhalt

### Handlung
Justin lässt seinem Zorn freien Lauf. Er schlägt Amelie ins Gesicht. Die ganz Schuldlose weiß, der Geliebte hat finanzielle Schwierigkeiten. Nach nur kurzem Besinnen gibt sie ihm ihr weniges, mühsam erarbeitetes Geld. Er nimmt es und geht. Als er wiederkommt, hat er alles Geld verloren. Er bittet sie um eine Gefälligkeit, verschweigt aber, es ist beiseite gebrachtes Diebesgut zu holen. Amelie geht und bringt das Gewünschte. Als am nächsten Morgen die Polizei an der Tür steht, erkennt Amelie ihren Diebstahl und springt aus dem Fenster; fällt tief hinab in den Tod. 

## Rezeption
Jost Schneider verreißt die kleine Erzählung „als klischeehaft und holzschnittartig“. Auch Mechthild Geesen erscheint der Text nach seinem Ende hin „stark überzeichnet“, doch sie dringt zum Kern vor: Mit ihrem Suizid nimmt Amelie die Schuld des Geliebten auf sich. Zudem symbolisiere der finale Todessprung jene im Titel anklingende Liebe über den Tod hinaus – auch im Sinne einer Errettung von dem Bösen. Zwar sei dem verhandelten Diebstahl kriminalistisch nicht beizukommen, doch wäre trotzdem alles klar: Die einfältige Amelie träte nicht selbstbewusst auf, verleugne sich, gerate in die Rolle einer Märtyrerin, heiße diese auch noch gut und erdulde obendrein die Selbststilisierung Justins als bedauernswertes, unverstandenes Opfer. Beicken charakterisiert Amelie glaubhaft, indem er tiefenpsychologisch von ihrer Ich-Schwäche ausgeht.
Die Frau werde durch den Mann in den Tod getrieben.

## Interpretation
Weigel bemüht eine Arbeit Freuds aus dem Jahr 1915 zur Untersuchung der Schuld Amelies: Triebe und Triebschicksale.

### Textausgaben
Verwendete Ausgabe
- Christine Koschel (Hrsg.), Inge von Weidenbaum (Hrsg.), Clemens Münster (Hrsg.): Ingeborg Bachmann. Werke. Zweiter Band: Erzählungen. 609 Seiten. Piper, München 1978 (5. Aufl. 1993), ISBN 3-492-11702-3, S. 15–18.

### Sekundärliteratur
- Otto Bareiss, Frauke Ohloff: Ingeborg Bachmann. Eine Bibliographie. Mit einem Geleitwort von Heinrich Böll. Piper, München 1978. ISBN 3-492-02366-5.
- Peter Beicken: Ingeborg Bachmann. Beck, München 1988. ISBN 3-406-32277-8 (Beck’sche Reihe: Autorenbücher, Bd. 605).
- Kurt Bartsch: Ingeborg Bachmann. Metzler, Stuttgart 1997 (2. Aufl., Sammlung Metzler. Band 242). ISBN 3-476-12242-5.
- Mechthild Geesen: Die Zerstörung des Individuums im Kontext des Erfahrungs- und Sprachverlusts in der Moderne. Figurenkonzeption und Erzählperspektive Ingeborg Bachmanns. Schäuble, Rheinfelden 1998. ISBN 3-87718-836-2 (Diss. München 1998).
- Monika Albrecht (Hrsg.), Dirk Göttsche (Hrsg.): Bachmann-Handbuch. Leben – Werk – Wirkung. Metzler, Stuttgart 2002. ISBN 3-476-01810-5.
- Sigrid Weigel: Ingeborg Bachmann. Hinterlassenschaften unter Wahrung des Briefgeheimnisses. dtv, München 2003 (Zsolnay, Wien 1999). ISBN 3-423-34035-5, S. 61–63.